# Zitácuaro
Zitácuaro è una municipalità dello stato di Michoacán, nel Messico centrale, il cui capoluogo è la località omonima.
La municipalità conta 185.534 abitanti (2010) e ha un'estensione di 510,90 km².
Il nome della località in lingua nahuatl significa luogo del santuario degli antenati.